# Gare de Munster-Badischhof
Ne doit pas être confondu avec Gare de Munster.
La gare de Munster-Badischhof est une gare ferroviaire française de la ligne de Colmar-Central à Metzeral située sur le territoire de la commune de Munster dans le département du Haut-Rhin en région Grand Est.
Cette gare ne doit pas être confondue avec la gare de Munster.

## Situation ferroviaire
Elle est située au point kilométrique (PK) 17,130 de la ligne de Colmar-Central à Metzeral. Son altitude est de 365 mètres.

## Fréquentation
De 2015 à 2024, selon les estimations de la SNCF, la fréquentation annuelle de la gare s'élève aux nombres indiqués dans le tableau ci-dessous.
| Année     | 2015   | 2016  | 2017  | 2018  | 2019   | 2020   | 2021   | 2022   | 2023   | 2024   |
| --------- | ------ | ----- | ----- | ----- | ------ | ------ | ------ | ------ | ------ | ------ |
| Voyageurs | 11 186 | 7 684 | 8 514 | 9 959 | 11 730 | 10 721 | 12 471 | 11 620 | 18 955 | 23 315 |

## Service des voyageurs

### Accueil
Cette gare ne dispose pas de guichet, aucun distributeur de titres de transport TER ou parking.

### Desserte
Elle est desservie par les trains TER Grand Est.